# Lijst van leden van de Rijksdag (1792)
Dit is een lijst van leden van de Rijksdag van het Heilige Roomse Rijk. De keizer was in principe een gekozen monarch. Hoewel het rijk in zijn beginperiode (de vroege middeleeuwen) relatief gecentraliseerd was, verloor de keizer alsmaar meer macht aan zijn rijksvorsten, de leden van de Rijksdag.

## Structuur van het Heilige Roomse Rijk in 1792
Nog in 1792, net voor de Franse Revolutie, was het Rijk onderverdeeld in enkele duizenden gebieden, maar enkel driehonderd van deze hadden Landeshoheit (een speciale vorm van soevereiniteit). Enkel deze gebieden werden vertegenwoordigd in de Rijksdag. Deze was verdeeld in drie zogenaamde collegia: de Raad van Keurvorsten, de Raad van Vorsten en de Raad van Steden. De stemregelingen zijn door de eeuwen vaak veranderd, en sommigen konden ook meer stemmen uitbrengen dan anderen.

## De Raad van Keurvorsten
De acht keurvorsten
1. De koning van Bohemen (ook aartshertog van Oostenrijk en koning van Hongarije)
2. De aartsbisschop van Mainz
3. De aartsbisschop van Keulen
4. De aartsbisschop van Trier
5. De paltsgraaf aan de Rijn (ook hertog van Beieren)
6. De hertog van Saksen
7. De markgraaf van Brandenburg (ook koning van Pruisen)
8. De hertog van Brunswijk-Lüneburg (keurvorst van Hannover, ook koning van Groot-Brittannië)

## De Raad van Rijksvorsten
De rijksvorsten waren gegroepeerd in twee banken: de geestelijke en de wereldlijke, waarbij merkwaardigerwijze de hertogen van Oostenrijk en Bourgondië op geestelijke bank gesitueerd waren.
(Deze volgorde is gebaseerd op de kiesvolgorde van de rijksvorsten)

### De Geestelijke Bank der Rijksvorsten
1. De aartshertog van Oostenrijk (ook koning van Bohemen)
2. De hertog van Bourgondië (ook koning van Bohemen)
3. De aartsbisschop van Salzburg
4. De aartsbisschop van Besançon
5. De grootmeester van de Duitse Orde
6. De bisschop van Bamberg
7. De bisschop van Würzburg
8. De bisschop van Worms
9. De bisschop van Eichstätt
10. De bisschop van Spiers
11. De bisschop van Straatsburg
12. De bisschop van Konstanz
13. De bisschop van Augsburg
14. De bisschop van Hildesheim
15. De bisschop van Paderborn
16. De bisschop van Freising
17. De bisschop van Regensburg
18. De bisschop van Passau
19. De bisschop van Trent
20. De bisschop van Brixen
21. De bisschop van Bazel
22. De bisschop van Münster
23. De bisschop van Osnabrück
24. De bisschop van Luik
25. De bisschop van Lübeck
26. De bisschop van Chur
27. De bisschop van Fulda
28. De abt van Kempten
29. De proost van Ellwangen
30. De grootmeester van de Hospitaalridders
31. De proost van Berchtesgaden
32. De proost van Weissenburg
33. De abt van Prüm
34. De abt van Stavelot-Malmedy
35. De abt van Corvey
36. Het college van de Prelaten van Zwaben
37. Het college van de Prelaten van de Rijn

#### De prelaten van Zwaben (sinds 1534/75)
1. De abt van Salmannsweiler
2. De abt van Weingarten
3. De abt van Ochsenhausen
4. De abt van Elchingen
5. De abdis van Irsee
6. De abt van Ursberg (sinds 1547)
7. De abt van Kais(er)heim (sinds 1756, in de 17e eeuw bij de prelaten van de Rijn)
8. De abt van Roggenburg (sinds 1547)
9. De abt van Rot
10. De abt van Weißenau
11. De abt van Schussenried
12. De abt van Marchtal
13. De abt van Petershausen (sinds 1575)
14. De proost van Wettenhausen (sinds 1575, tot 1566 behorend tot de Reichsritterschaft)
15. De abt van Zwiefalten (sinds 1749)
16. De abt van Gengenbach (sinds 1751)
17. De abt van Neresheim (sinds 1766)
18. De abdis van Heggbach (sinds 1562)
19. De abdis van Gutenzell (sinds 1562)
20. De abdis van Rottenmünster
21. De abdis van Baindt (sinds 1562)
22. De abdis van Söflingen (sinds 1775)
23. De abt van Sankt Georg in Isny (sinds 1782, in de 17e eeuw bij de prelaten van de Rijn)

#### De prelaten van de Rijn (sinds 1653)
1. De landcommandeur van de balije der Duitse Orde Koblenz
2. De landcommandeur van de balije der Duitse Orde Elzas-Bourgondië
3. De proost van Odenheim en Bruchsal
4. De abt van Werden
5. De abt van Sankt Ulrich en Sankt Afra in Augsburg
6. De abt van Kornelimünster
7. De abt van Sankt Emmeram in Regensburg
8. De abdis van Essen
9. De abdis van Buchau
10. De abdis van Quedlinburg
11. De abdis van Herford
12. De abdis van Gernrode
13. De abdis van Niedermünster in Regensburg
14. De abdis van Obermünster in Regensburg
15. De abt van Burtscheid
16. De abdis van Gandersheim
17. De abdis van Thorn

### De Wereldlijke Bank der Rijksvorsten
1. De hertog van Beieren (keurvorst van Beieren)
2. De hertog van Maagdenburg (ook koning van Pruisen)
3. De paltsgraaf van Lautern (ook keurvorst van Beieren)
4. De paltsgraaf van Simmern (ook de keurvorst van Beieren)
5. De paltsgraaf van Neuburg (ook de keurvorst van Beieren)
6. De hertog van Bremen (ook de keurvorst van Hannover)
7. De hertog van Zweibrücken
8. De paltsgraaf van Veldenz (ook de keurvorst van Beieren)
9. De hertog van Saksen-Weimar (ook hertog van Saksen-Eisenach)
10. De hertog van Saksen-Eisenach (ook hertog van Saksen-Weimar)
11. De hertog van Saksen-Coburg-Saalfeld
12. De hertog van Saksen-Gotha (Verenigd met Saksen-Altenburg als Saksen-Gotha-Altenburg)
13. De hertog van Saksen-Altenburg (Verenigd met Saksen-Gotha als Saksen-Gotha-Altenburg)
14. De markgraaf van Brandenburg-Ansbach (ook koning van Pruisen)
15. De markgraaf van Brandenburg-Bayreuth (ook koning van Pruisen)
16. De hertog van Brunswijk-Celle (ook keurvorst van Hannover)
17. De hertog van Brunswijk-Calenberg (ook keurvorst van Hannover)
18. De hertog van Brunswijk-Grubenhagen (ook keurvorst van Hannover)
19. De hertog van Brunswijk-Wolfenbüttel
20. De vorst van Halberstadt (ook koning van Pruisen)
21. De hertog van Voor-Pommeren (ook koning van Zweden)
22. De hertog van Achter-Pommeren (ook koning van Pruisen)
23. De vorst van Verden (ook keurvorst van Hannover)
24. De hertog van Mecklenburg-Schwerin
25. De hertog van Mecklenburg-Güstrow (ook hertog van Mecklenburg-Schwerin)
26. De hertog van Württemberg
27. De landgraaf van Hessen-Kassel
28. De landgraaf van Hessen-Darmstadt
29. De markgraaf van Baden-Baden (de markgraaf van Baden)
30. De markgraaf van Baden-Durlach (de markgraaf van Baden)
31. De markgraaf van Baden-Hachberg (de markgraaf van Baden)
32. De hertog van Holstein-Glückstadt (ook koning van Denemarken)
33. De hertog van Saksen-Lauenburg (ook keurvorst van Hannover)
34. De vorst van Minden (ook koning van Pruisen)
35. De hertog van Oldenburg
36. De hertog van Savoye (ook koning van Sardinië)
37. De landgraaf van Leuchtenberg (ook keurvorst van Beieren)
38. De vorst van Anhalt
39. De graaf van Henneberg
40. De vorst van Schwerin (ook hertog van Mecklenburg-Schwerin)
41. De vorst van Kammin (ook koning van Pruisen)
42. De vorst van Ratzeburg (ook hertog van Mecklenburg-Strelitz)
43. De vorst van Hersfeld (ook landgraaf van Hesse-Kassel)
44. De markgraaf van Nomeny
45. De vorst van Mömpelgard (ook hertog van Württemberg)
46. De hertog van Arenberg
47. De vorst van Hohenzollern-Hechingen
48. De vorst van Lobkowitz
49. De vorst van Salm
50. De vorst van Dietrichstein
51. De vorst van Nassau-Hadamar (ook prins van Oranje en stadhouder van de Nederlanden)
52. De vorst van Nassau-Dillenburg (ook prins van Oranje)
53. De vorst van Auersperg
54. De vorst van Oost-Friesland (ook koning van Pruisen)
55. De vorst van Fürstenberg
56. De vorst van Schwarzenberg
57. De vorst van Liechtenstein
58. De vorst van Thurn und Taxis
59. De vorst van Schwarzburg
60. De graven van Zwaben (gemeenschappelijke stem)
61. De graven van de Wetterau (gemeenschappelijke stem)
62. De graven van Franken (gemeenschappelijke stem)
63. De graven van Westfalen (gemeenschappelijke stem)

#### De graven van Zwaben
1. De graaf van Heiligenberg en Werdenberg (* De vorst van Fürstenberg)
2. De abdis van Buchau
3. De landcommandeur van de balije Elzas-Bourgondië der Duitse Orde als commandeur van Alschhausen
4. De vorst van Oettingen
5. De graaf van Montfort (ook koning van Bohemen)
6. De graaf van Helfenstein (ook keurvorst van Beieren)
7. Het landgraafschap Klettgau en het graafschap Sulz (De vorst van Schwarzenberg)
8. De graaf van Königsegg
9. De graaf van Waldburg
10. De graaf van Eberstein (ook markgraaf van Baden)
11. De graaf van Hohengeroldseck (De graaf von der Leyen)
12. De graven van Fugger
13. De graaf van Hohenems (ook koning van Bohemen)
14. De graaf van Eglofs (De graaf van Traun)
15. De graaf van Bonndorf (De abt van Sankt Blasius)
16. De graaf van Thannhausen (De graaf van Stadion)
17. De heer van Eglingen (De vorst van Thurn und Taxis)
18. De graaf van Khevenhüller (personalist)
19. De graaf van Kuefstein
20. De vorst van Colloredo (personalist)
21. De graaf van Harrach
22. De graaf van Sternberg
23. De graaf van Neipperg
24. De graaf van Trauttmansdorff

#### De graven van de Wetterau
1. De vorst van Nassau-Usingen
2. De vorst van Nassau-Weilburg
3. De vorst van Nassau-Saarbrücken
4. De vorst van Solms-Braunfels
5. De vorst van Solms-Lich
6. De vorst van Solms-Hohensolms
7. De graaf van Solms-Rödelheim
8. De graaf van Solms-Laubach
9. De vorst van Isenburg-Birstein
10. De graaf van Isenburg-Büdingen-Meerholz-Wächtersbach
11. De vorst van Stolberg-Gedern-Ortenberg
12. De graaf van Stolberg-Stolberg
13. De graaf van Stolberg-Wernigerode
14. De vorst van Sayn-Wittgenstein-Berleburg
15. De graaf van Sayn-Wittgenstien-Wittgenstein
16. De graaf van Salm-Grumbach
17. De graaf van Salm-Rheingrafenstein
18. De vorst van Leiningen-Hardenburg
19. De graven van Leiningen-Heidesheim en Leiningen-Guntersblum
20. De graaf van Westerburg (linie van Christof)
21. De graaf van Westerburg (linie van Georg)
22. De graven van Reuss zu Plauen
23. De vorst van Schönburg
24. De graaf van Ortenburg
25. De graaf van Kriechingen (Wied-Runkel)

#### De graven van Franken
1. De vorsten en graven van Hohenlohe
2. De graven van Castell
3. De graven van Erbach
4. De graven van Wertheim (De vorsten en graven van Löwenstein-Wertheim)
5. De erfgenamen van de graven van Limpurg
6. De graven van Rieneck (graven van Nostitz)
7. De heren van Seinsheim (De vorst van Schwarzenberg)
8. De erfgenamen van de graven van Wolfstein (de vorst van Hohenlohe-Kirchberg en de graaf van Giech)
9. De heren van Reichelsburg (De graven van Schönborn)
10. De heren van Wiesentheid (De graven van Schönborn)
11. De graven van Windisch-Grätz (personalist)
12. De graven Orsini von Rosenberg (personalist)
13. De graven van Starhemberg (personalist)
14. De graven van Wurmbrand-Stuppach (personalist)
15. De graven van Giech (personalist)
16. De graven van Grävenitz
17. De graven van Pückler (personalist)

#### De graven van Westfalen
1. De graaf van Sayn-Altenkirchen (ook keurvorst van Hannover)
2. De graaf van Sayn-Hachenburg (burggraaf van Kirchberg)
3. De graaf van Tecklenburg (ook koning van Pruisen)
4. De graaf van Boven-Wied (vorst van Wied-Runkel)
5. De vorst van Wied-Neuwied
6. De graaf van Schaumburg (landgraaf van Hessen-Kassel en graaf van Lippe-Bückeburg)
7. De hertog van Oldenburg
8. De graven van Lippe
9. De graven van Bentheim (zetel voor Steinfurt)
10. De graaf van Hoya (ook keurvorst van Hannover)
11. De graaf van Diepholz (ook keurvorst van Hannover)
12. De graaf van Spiegelberg] (ook keurvorst van Hannover)
13. De graaf van Virneburg (De vorsten en graven van Löwenstein-Wertheim)
14. De graaf van Rietberg (De vorst van Kaunitz-Rietberg)
15. De graaf van Pyrmont (De vorst van Waldeck-Pyrmont)
16. De graaf van Gronsveld (De graaf van Törring)
17. De graaf van Reckheim (De graaf van Aspremont)
18. De graaf van Anholt (De vorst van Salm)
19. De heer van Winnenburg en Beilstein (De graaf van Metternich)
20. De graaf van Holzappel (De vorst van  Anhalt-Bernburg-Schaumburg-Hoym)
21. De graaf van Blankenheim en Gerolstein (De graaf van Sternberg)
22. De graaf van Wittem (De graaf van Plettenberg)
23. De heer van Gemen (De graaf van Limburg-Stirum)
24. De heer van Gimborn en Neustadt (De graaf van Wallmoden)
25. De heer van Wickrath (De graaf van Quadt)
26. De heer van Myllendonk (De graaf van Ostein)
27. De heer van Reichenstein (De graaf van Nesselrode)
28. De graaf van Schleiden (De hertog van Arenberg)
29. De graaf van Kerpen en Lommersum (De graaf van Schaesberg)
30. De heer van Dyck (De graaf van Salm-Reifferscheid)
31. De heer van Saffenberg (De hertog van Arenberg)
32. De graaf van Hallermund (De graaf van Platen)
33. De graaf van Rheineck (De graaf van Sinzendorf)
34. De graaf van Fagnolle (De vorst van Ligne) (sinds 1788)
35. De heer van Bretzenheim (sinds 1789)

## De Raad van Steden
De Raad van Steden was verdeeld over twee banken. Hij was niet volledig gelijkwaardig aan de twee andere raden. Zijn stem was enkel adviserend. In 1792 waren er 51 vrije steden.

### De Rijnlandse Bank
1. Keulen
2. Aken
3. Lübeck
4. Worms
5. Spiers
6. Frankfort
7. Goslar
8. Bremen
9. Hamburg
10. Mühlhausen
11. Nordhausen
12. Dortmund
13. Friedberg
14. Wetzlar

### De Zwabische Bank
1. Regensburg
2. Augsburg
3. Neurenberg
4. Ulm
5. Esslingen
6. Reutlingen
7. Nördlingen
8. Rothenburg
9. Schwäbisch Hall
10. Rottweil
11. Überlingen
12. Heilbronn
13. Schwäbisch Gmünd
14. Memmingen
15. Lindau
16. Dinkelsbühl
17. Biberach
18. Ravensburg
19. Schweinfurt
20. Kempten
21. Windsheim
22. Kaufbeuren
23. Weil
24. Wangen
25. Isny
26. Pfullendorf
27. Offenburg
28. Leutkirch
29. Wimpfen
30. Weißenburg-im-Nordgau
31. Giengen
32. Gengenbach
33. Zell am Harmersbach
34. Buchhorn
35. Aalen
36. Buchau
37. Bopfingen